# Rhianna Pratchett
Rhianna Pratchett (30 de diciembre de 1976) es una escritora de videojuegos y periodista inglesa. Ha trabajado en Heavenly Sword (2007), Overlord (2007), Mirror's Edge (2008) y Tomb Raider (2013) y su secuela, Rise of the Tomb Raider (2015), entre otras. Ella es la hija del escritor de fantasía Terry Pratchett.

## Trayectoria
Rhianna Pratchett estudió periodismo en el London College of Printing. Después de graduarse, Pratchett comenzó a escribir para la revista Minx, donde se publicaron sus primeras reseñas de juegos. Se incorporó a la revista PC Zone, de larga trayectoria, como asistente editorial y redactora en plantilla, hasta convertirse en editora de sección. Escribió para muchas otras publicaciones, como The Guardian.
Pratchett pasó a escribir de guiones y a diseñar narrativa en 2002, con Beyond Divinity, producido por Larian Studios en Bélgica. También escribió una novela para acompañar al juego. En 2007, su trabajo en Heavenly Sword fue nominado a un BAFTA y un año más tarde ganó el premio al "Mejor Guión de Videojuego" del Sindicato de guionistas de Gran Bretaña por Overlord. Pratchett escribió el cómic Tomb Raider: The Beginning con Dark Horse y la miniserie Mirror's Edge con DC Comics, junto con varios de sus propios cuentos. Ha colaborado en varios libros sobre narrativa de videojuegos, como Professional Techniques for Video Game Writing y Game Writing: Narrative Skills for Videogames.
Desde 2012, es codirectora de Narrativia Limited, una productora que posee en exclusiva los derechos multimedia y de merchandising de las obras de su padre, Terry Pratchett, tras su fallecimiento. En 2012 y 2013, Narrativia anunció que trabajaría en tres proyectos televisivos basados en las obras del padre de Pratchett: The Watch, Good Omens y Wee Free Men, así como varios otros proyectos; se informó de que Pratchett era coguionista de The Watch, pero en 2019 anunció que no había estado involucrada en el proyecto «durante muchos años». En un acuerdo anunciado en abril de 2020, múltiples novelas de Discworld serán adaptadas para televisión por Narrativia, Motive Pictures y Endeavor Content.
También ha hablado en BBC Radio 1, Radio 4, 5Live y múltiples conferencias en todo el mundo, incluyendo Develop, Animex, GDC y TEDx Transmedia. En junio de 2015, dijo que la 41.ª novela de Mundodisco de su padre, The Shepherd's Crown, que se publicaría póstumamente a finales de ese año, marcaría el final de la serie, y que no se autorizaría la publicación de más novelas o libros de obras inacabadas.
En 2023, Pratchett presentó su primer programa de radio, Mythical Creatures, una serie documental de diez capítulos para BBC Radio 4 sobre criaturas del folclore británico. Se emitió por primera vez del 18 al 29 de diciembre de 2023.

## Reconocimientos
En 2010 fue co-nominada para un premio WGGB por Risen. En 2013 ganó el Premio del Salón de la Fama de las Mujeres en los Juegos Europeos.
En 2015, ganó el premio al mejor guion de videojuegos por Rise of the Tomb Raider  en la 68.ª edición de los premios Writers Guild of America Awards de 2016. Al año siguiente, obtuvo el premio al logro sobresaliente por su interpretación del personaje Lara Croft en la 19.ª edición anual de los premios DICE.
Pratchett ha aparecido en los documentales Games Britannia,  Critical Path  y Charlie Brooker's How Video Games Changed the World.

## Obras

### Videojuegos
- Beyond Divinity (story editor) – Larian Studios (2004)[22]
- Stronghold Legends (writer) – Firefly Studios/2K (2006)[7]
- Heavenly Sword (co-writer/story) – Ninja Theory/Sony (2007)[23]
- Overlord (writer/audio co-director) – Triumph Studios/Codemasters (2007)[24]
  - Overlord: Raising Hell – expansion pack (2008)[25]
- Viking: Battle for Asgard (writer) – The Creative Assembly/Sega (2008)[26]
- Mirror's Edge (writer) – DICE/EA (2008)[27]
- Prince of Persia (additional writer) – Ubisoft Montreal (2008)[28]
- Overlord: Minions (writer) – Climax/Codemasters (2009)[29]
- Overlord: Dark Legend (writer/voice director) – Climax/Codemasters (2009)[30]
- Overlord II (writer/voice director) – Triumph/Codemasters (2009)[30][29]
- Risen (co-writer of English localization) – Piranha Bytes/Deep Silver (2009)[31]
- CSI: Fatal Conspiracy (writer) – Telltale/Ubisoft (2010)[32]
- BioShock Infinite and BioShock Infinite: Burial at Sea (additional writer) – Irrational Games/2K (2013)[28]
- Tomb Raider (lead writer) – Crystal Dynamics/SE (2013)[33]
- Beat Buddy: Tale of the Guardians (writer) – Threaks (2013)[34]
- Thief (story and cinematics) – Eidos Montréal (2014)
- Rival Kingdoms (story and characters) (2015)[35]
- Rise of the Tomb Raider (lead writer) – Crystal Dynamics/SE (2015)[33]
- Overlord: Fellowship of Evil (writer) – Codemasters (2015)
- Dance of Death: Du Lac &amp; Fey (story consultant) – Salix Games (2019)
- Lost Words: Beyond the Page (writer) – Sketchbook Games (2019)[36]
- Surgeon Simulator 2 (writer) – Bossa Studios (2020)[37]

### Libros de juego
- Crystal of Storms (Fighting Fantasy) – publicado por Scholastic (2020) [38]

### Otros libros
- Campaigns & Companions: The Complete Roleplaying Guide for Pets (with Andi Ewington) - publicado por Rebellion (2021) [39]
- Tiffany Aching’s Guide to Being a Witch (with Gabrielle Kent) - publicado por Penguin Books (2023)

### Juegos de mesa
- Bardsung (escritora principal y diseñadora narrativa) – Steamforged Games [40]

### Comics
- Mirror's Edge #1 al #6 – publicado por DC Comics (2008) [41]
- Tomb Raider: The Beginning – publicado por Dark Horse Comics (2013)
- Legends of Red Sonja #3 – publicado por Dynamite (2014)
- Tomb Raider n.° 7 al n.° 18, publicado por Dark Horse Comics (2014-2015)